# Phoenix Contact
PHOENIX CONTACT GmbH & Co. KG - производитель электрических соединительных устройств и электронного интерфейсного оборудования.
Головной офис Phoenix Contact расположен в Германии — городе Бломберг (Blomberg), Северный Рейн-Вестфалия.
В группу компаний Phoenix Contact Deutschland входят двенадцать предприятий, почти 50 сбытовых дочерних компаний и более 30 представительств в разных странах.

## История
Основана в 1923 Хуго Кнюманном, который открыл представительство по сбыту электрической продукции и продавал клеммы для контактных проводов электрических трамваев в Эссене. На тот момент офис компании располагался на двух арендованных этажах: на нижнем — офисные помещения, а на верхнем — монтажная мастерская. Позже молодая фирма получила название Phönix Elektrizitätsgesellschaft.
Дальнейшая история развития выглядит следующим образом:
- 1929 — Хуго Кнюманн разрабатывает первый модульный клеммный блок.
- 1937 — Урсула Лампманн становится первым сотрудником компании.
- 1943 — Резиденция компании подверглась бомбежке. Компания переносит свою резиденцию в Бломберг.
- 1948 — Предприятие частично возвращается в Эссен. Штат насчитывает около 30 человек.
- 1949 — Хуго Кнюманн назначает Йозефа Айзерта, владельца четырех патентов на клеммы, техническим директором фирмы.
- 1953 — Руководство компанией Phönix Klemmen берут на себя Йозеф Айзерт и Урсула Лампманн. В Люденшайде возникает родственное предприятие Phoenix Feinbau.
- 1957 — Открытие первого производственного цеха в Бломберге.
- 1961 — Клаус Айзерт, сын Йозефа Айзерта, начинает работу в компании.
- 1966 — От помещений в Эссене отказываются. Более 300 работников трудятся в постоянной резиденции в Бломберге.
- 1981 — Компания Phönix Klemmen начинает основывать первые дочерние компании за рубежом.
- 1982 — Фирма Phönix Klemmen переименовывается в Phoenix Contact.
- 1983 — Компания выпускает на рынок клеммы серии Interface и Trabtech для защиты от импульсных перенапряжений.
- 1987 — Создается собственная последовательная система полевой шины INTERBUS[1].
- 1994 — В Бломберге открывается независимое контрольное учреждение Phoenix Testlab для тестирования характеристик ЭМС.
- 1996 — В Бад-Пирмонте основано предприятие Phoenix Contact Electronics.
- 2002 — Открытие дочернего предприятия в России - ООО «Феникс Контакт РУС».
- 2007 — Всемирный оборот Phoenix Contact достигает 1 072 миллионов евро. Штат сотрудников приближается к отметке в 10 000.
- 2015 — Sysmik GmbH Dresden подписала договор о вхождении в группу предприятий Phoenix Contact.
- 2016 — Запуск производства в России.
- 2017 — Начало поставок продукции, произведенной в России.
- 2019 — Заложен первый камень в основание Партнерского центра Phoenix Contact в Сколково.

## Phoenix Contact сегодня
Сегодня Phoenix Contact имеет представительства более чем в 50 странах мира и насчитывает свыше 17 600 сотрудников по всему миру.
С 2015 главой компании является Франк Штюренберг, заменивший Клауса Айзерта.
Производственные площадки в Германии: Бломберг, Бад-Пюрмонт, Люденшайд, Херренберг, Фильдерштадт.
Другие производственные площадки: 
Гаррисберг (США),
Наньцзин (Китай),
Нью-Дели (Индия),
Нови Томисл (Польша),
Василико (Греция),
Сан-Паулу (Бразилия),
Бурза (Турция),
Эльвдален (Швеция),
Гарин (Аргентина),
Москва (Россия), Тайбэй (Тайвань), Швейцария (Тагельсваген).

## Phoenix Contact в России
В 2002 году Phoenix Contact открыло свое дочернее предприятие в России – ООО «Феникс Контакт РУС». Офис предприятия находится в Москве и имеет ряд филиалов в 17 городах России (Санкт-Петербург, Воронеж, Самара, Нижний Новгород, Чебоксары, Казань, Волгоград, Уфа, Екатеринбург, Пермь, Тюмень, Новосибирск, Иркутск, Красноярск, Хабаровск, Краснодар, Челябинск).
В 2017 году было открыто производство в России. Номенклатура выпускаемых в России изделий включает в себя устройства защиты от импульсных перенапряжений, промышленные реле, компьютеры, электротехнические клеммы и источники питания серии КВНТ.
В 2018 году было подписано партнерское соглашение в области энергоэффективности между ООО «Феникс Контакт РУС» и Фондом «Сколково». В рамках партнерского соглашения в Инновационном центре «Сколково» будет построено офисно-административное здание и складской комплекс «Феникс Контакт» в России, а также Региональный центр разработок и отраслевых компетенций для всего Евразийского региона.
В конце мая 2022 года руководством концерна Phoenix Contact GmbH & Co. KG было принято решение о передаче двух дочерних компаний организации — «Феникс Контакт РУС» и НПО «Феникс Контакт» в собственность российского инвестиционного холдинга «Группа компаний Авалон», который в настоящий момент ведёт работу в следующих направлениях:
- производство электротехнического и светотехнического оборудования;
- системы накопления энергии;
- светотехнический инжиниринг;
- девелопмент коммерческой недвижимости.

После завершения всех сопутствующих переходу процедур «Феникс Контакт РУС» будет переименовано в НПО «АвалонЭлектроТех». Завод в г. Ступино также продолжит дальнейшую работу, но теперь уже под названием «Ступинский электротехнический завод». Главным вектором производства станет разработка комплексных решений и поставки электротехнических изделий. При этом предприятие продолжит сотрудничество с российскими заказчиками электротехнического оборудования.

## Продукция
Предприятие производит более 65 000 наименований изделий, которые подразделяются на несколько основных групп:
- Электротехнические клеммы.
- Маркировка, инструмент и принадлежности для монтажа.
- Клеммы и разъёмы для печатных плат и корпуса для РЭА.
- Разъёмы для полевых устройств.
- Полевая кабельная разводка.
- Источники питания.
- Интерфейсные технологии и коммутационные устройства.
- Контроллеры, системы ввода / вывода и промышленные сети.
- Устройства защиты от перенапряжений.

## Международные проекты
- Автоматизация на заводе по производству Audi, Брюссель, Бельгия.
- Системы водоснабжения и очистки сточных вод для компании MDWASD Майами, США.
- Модернизация системы автоматизации нефтенасосов компании RWE в Нижней Саксонии, Германия.
- Система передача данных по радиосвязи в пространстве с высоким уровнем излучения радиопомех для компании BP на участке Огайо, США.
- Защита от импульсных перенапряжений АЭС Бецнау, Швейцария.
- Беспроводные системы ввода-вывода электростанции на буром угле в Яллоурне, штат Виктория, Австралия.
- Учет данных измерения нефтепровода ВСТО компании Транснефть, Россия.
- Техническое перевооружение ДЗШТ и УРОВ I, II с.ш. 110 кВ с заменой на микропроцессорные. Создание быстродействующей защиты шин с абсолютной селективностью. ООО «Евросибэнерго» Ондская ГЭС, Россия.
- Установка системы мониторинга переходных режимов СМПР для повышения эффективности и качества диспетчерского управления режимами энергосистемы на подстанции. Цифровая подстанция ПАО «ФСК ЕЭС» 500 кВ Тобол, Россия